# V. Bohemund antiochiai fejedelem
V. Bohemund (1199 – 1252. január 17.) antiochiai fejedelem és tripoliszi gróf volt 1233-tól haláláig. 

## Élete
1225-ben  feleségül vette Champagne-i Alíz ciprusi királynét. Gyermektelen házasságuk érvénytelenítve lett 1227. július 5. után. Második házasságát 1235-ben kötötte Segni Luciával, III. Ince pápa unokahúgával, aki két gyermeket szült neki:
- Antiochiai Plaisance
- VI. Bohemund antiochiai fejedelem

| Előző uralkodó: IV. Bohemund | Antiochia fejedelme 1233–1252 | Következő uralkodó: VI. Bohemund |